# Vương Phi
Vương Phi (tiếng Hán: 王菲, tiếng Anh: Faye Wong) (sinh ngày 8 tháng 8 năm 1969) là nữ ca sĩ, nhạc sĩ Hồng Kông gốc Trung Quốc. Trước năm 1985, cô còn có nghệ danh là Vương Tịnh Văn (tiếng Hán: 王靖雯, tiếng Anh: Shirley Wong)
Là một giọng ca đặc biệt và sắc sảo không thể lầm lẫn trong lịch sử âm nhạc Hoa ngữ trong thời gian 1, 2 thập niên gần đây, Vương Phi có lượng fan ái mộ khổng lồ trải khắp Á Châu và gọi cô dưới tên "Thiên hậu" (tiếng Trung: 天后; nghĩa đen 'Nữ vương Trời'), trong khi khán giả Nhật thì gọi là "Diva of Asia".
Cô là một thần tượng tại khắp Trung Quốc, Đài Loan, Hồng Kông, Singapore, Malaysia, Indonesia, Nhật Bản và nhiều quốc gia khác.

## Tiểu sử
Vương Phi tham gia một vài phim điện ảnh và truyền hình, cũng gây được nhiều cảm tình nơi khán giả. Năm 1994, Vương Phi tham gia bộ phim lãng mạn kinh điển "Trùng Khánh sâm lâm" (Chungking Express) của đạo diễn Vương Gia Vệ cùng Lương Triều Vĩ, Lâm Thanh Hà và Kim Thành Vũ (Takeshi Kaneshiro). Cùng trong năm đó, với bộ film này, Vương Phi được trao giải nữ diễn viên hay nhất (Best Actress) tại liên hoan phim Stockholm, Thụy Điển.
Ca khúc chủ đề cho bộ phim Trùng Khánh sâm lâm là bài "Người trong mộng" do Vương Phi trình bày. Thật ra đây là bản "cover" lại bằng tiếng Hoa của ca khúc "Dreams" do ban nhạc Ái Nhĩ Lan (Irish) nổi tiếng đầu thập niên 90 là The Cranberries trình bày. Vương Phi đồng thời cũng hát cho bài nhạc chủ đề của Final Fantasy VIII là bài Eyes On Me.
Năm 1992, Vương Phi hát lại lời Hoa cho ca khúc của Nhật là Rūju, lập tức gây tiếng vang lớn. Đó là ca khúc Người con gái dễ bị tổn thương (Hoa phồn thể: 容易受傷的女人). Phiên bản tiếng Việt của ca khúc này là Người tình mùa đông do ca sĩ Như Quỳnh thể hiện cũng rất quen thuộc với người yêu nhạc Việt Nam giữa thập niên 90.
Năm 1993, danh tiếng của Vương Phi càng nổi như cồn với 1 loạt các ca khúc ăn khách: 執迷不悔 (Tiếp tục mê đắm không hối hận), 季候風 (Cơn gió mùa), 愛與痛的邊緣 (Biên giới của yêu và đau),... 1993 cũng là năm mọi người biết đến khả năng văn chương viết lời nhạc của Vương Phi. Cô viết lại lời tiếng Phổ Thông cho ca khúc 執迷不悔 (Chấp mê bất hối) trước đó một nhạc sĩ khác đã sáng tác nhạc và lời bằng tiếng Quảng Đông cho Vương Phi. Lời nhạc mới được đánh giá rất sâu sắc và văn chương. Tiếng Phổ Thông là tiếng mẹ đẻ của Vương Phi (cô sinh tại Trung Quốc, sau này mới di cư đến Hồng Kông phát triển sự nghiệp). Sau năm 1995, tất cả các albums sau này của Vương Phi đều hát bằng tiếng Phổ thông.
Năm 1994, Vương Phi "cover" lại ca khúc nổi tiếng từng đoạt giải Grammy của ca sĩ Mĩ Tori Amos là "Silent all these years" dưới tên 冷戰 (Lãnh chiến) (Chiến tranh lạnh) gây cảm giác mới mẻ thích thú cho bạn yêu nhạc Hoa.
Năm 1995, Vương Phi phát hành 1 album hát lại các ca khúc của ca sĩ Đặng Lệ Quân để bày tỏ sự ngưỡng mộ của cô đối với người nữ ca sĩ này. Đặng Lệ Quân là thần tượng từ thuở ấu thơ của Vương Phi. Vương Phi và Đặng Lệ Quân dự định sẽ cùng nhau song ca 1 bài trong album, nhưng kế hoạch chưa bắt đầu thì Đặng Lệ Quân đã qua đời, để lại nhiều tiếc nuối cho Vương Phi. Chất ngất với cảm xúc, trong nhiều đêm nhạc của mình, Vương Phi hay hát lại 2 bài 但願人長久 (Mộng trường cửu cùng người) và 小城故事 (Tiểu Thanh cố sự) (Chuyện nàng Tiểu Thanh) của Đặng Lệ Quân.
Ngoài tài năng ca nhạc và điện ảnh, với vóc dáng và gương mặt đẹp (cao 1m72), Vương Phi còn là gương mặt đại diện cho nhiều nhãn hiệu như Head & Shoulders, Pepsi-Cola,... cùng nhiều tạp chí nổi tiếng thế giới đặt trụ sở tại Á Châu như Vogue (Đài Loan), Elle and Marie Claire (Hồng Kông), Elle (Nhật Bản). Vương Phi cũng nhiều lần được lên trang bìa của tạp chí thời trang Á Châu nổi tiếng (Asian Fashion Magazines)
Cuối năm 2003, Vương Phi kết hôn lần thứ 2 với Lý Á Bằng và tuyên bố giải nghệ, để lại bao nhiêu nuốc tiếc cho khán giả mộ điệu về hình ảnh đẹp của người nữ nghệ sĩ tài sắc song toàn này. Cho đến nay mặc dù có nhiều lời mời cô trở lại tái xuất, có hãng đĩa hát còn trả nhiều triệu đôla Mĩ nhưng Vương Phi vẫn chưa đưa ra câu trả lời nhất định và đến nay thì cô chưa một lần xuất hiện trở lại trên sân khấu nữa. Tuy nhiên cuộc hôn nhân với Lý Á Bằng chỉ kéo dài 8 năm, đến 13 tháng 9 năm 2013 thì hai người li dị.

## Các film điện ảnh đã đóng
- 1991: Beyond's Diary (BEYOND日記之莫欺少年窮): Nhật ký ban nhạc Beyond
- 1994: Chungking Express (重慶森林): Trùng Khánh Sâm Lâm
- 2001: Usokoi (ウソコイ)
- 2002: Okinawa Rendez-vous (戀戰沖繩) Luyến chiến xung thừng
- 2002: Chinese Odyssey (天下無雙): Thiên hạ vô song
- 2004: 2046
- 2004: Leaving Me Loving You (大城小事): Đại thanh tiểu sự

## Các film truyền hình đã đóng
- Biệt Cơ 別姬 (TVB, 1991)
- Nhất hiệu hoàng đình 2 (壹號皇庭II) (TVB, 1992): Hồ sơ luật 2
- Nguyên Chấn Hiệp 原振俠 (TVB, 1993): đóng chung với Lê Minh, Lý Gia Hân, Chu Ân
- Thiên tuế tình nhân 千歲情人 (TVB, 1993): Người tình trăm tuổi
- Ái tình luyến khúc 4: Ái tình 3 tặng 1 愛情戀曲IV: 愛情3加1 (TVB, 1994)

## Các đĩa hát đã phát hành
(Tuyển chọn vài album tiêu biểu)
- 1985 風從哪裡來 GIÓ TỪ ĐÂU TỚI ĐÓ
- 1989 王靖雯 VƯƠNG TỊNH VĂN
- 1992 COMING HOME

1. 浪漫風暴 Lãng mạn phong bão (Cơn bão lãng mạn)
2. Miss You Night and Day
3. 容易受傷的女人 Người phụ nữ dễ bị tổn thương (còn có tên khác là Người tình mùa đông)
4. 不相識的約會 Hẹn trước không biết mặt
5. 把鑰匙投進信箱 Cất chìa khóa vào hộp thư
6. 這些...那些... Lúc này lúc khác
7. 開心眼淚 Khai tâm nhãn lệ (Nước mắt sung sướng)
8. 重燃 Trùng nhiên
9. 兜兜轉 Đoái đoái chuyển (Quay vòng vòng)
10. Kisses In the Wind

- 1993 執迷不悔 CHẤP MÊ BẤT HỐI (Cố chấp mê đắm không hối tiẽc)
- 1993 十萬個為什麼？ 100 NGÀN TẠI SAO?

1. 流非飛 Lưu phi phi (Trôi chứ không bay)
2. Summer Of Love
3. 如風 Như gió
4. 冷戰 Lãnh chiến (Chiến tranh lạnh)
5. 長大 Trưởng thành
6. 若你真愛我 Nếu anh thật yêu em
7. 動心 Động tâm (Động lòng)
8. 雨天沒有你 Ngày mưa không có anh
9. 誘惑我 Làm mê hoặc em
10. Do Do Da Da
11. Do We Really Care?
12. 流非飛 Lưu phi phi
13. 冷戰 Lãnh chiến

- 1993 如風 NHƯ CƠN GIÓ
- 1994 迷 MÊ
- 1994 胡思亂想 HỒ TƯ LOẠN TƯỞNG

1. 胡思亂想 Hồ tư loạn tưởng (Tư tưởng hỗn loạn)
2. 誓言 Thệ ngôn (Lời hứa)
3. 天與地 Thiên và địa
4. 夢中人 Người trong mộng
5. 知己知彼 Tri kỉ tri bỉ (Biết người biết ta)
6. 純情 Thuần tình (Tình yêu thuần khiết)
7. 遊戲的終點 Kết thúc mọi cuộc vui
8. 夢遊 Mộng du
9. 藍色時份 Lam sắc thì phần (Giây phút màu xanh)
10. 回憶是紅色天空 Hồi ức là khung trời màu hồng

- 1994 天空 THIÊN KHÔNG

1. 天空 Thiên không (Trời cao)
2. 棋子 Kì tử (Quân cờ)
3. 天使 Thiên sứ
4. 影子Ảnh tử (Cái bóng)
5. 眷戀 Quyến luyến
6. 不變 Bất biến
7. 矜持 Căng trì (Giữ sự khoe khoang)
8. 掙脫 Tránh thoát (Thoát ly)
9. 誓言 Thệ ngôn (Lời hứa)

- 1995 DI-DAR

1. Di-Dar
2. 假期 Giả kì (Kì nghỉ)
3. 迷路 Mê lộ
4. 曖昧 Ái muội (Mờ ám)
5. 或者 Hoặc giả (Nếu như)
6. 我想 Em nhớ (Em nghĩ)
7. 享受 Hưởng thụ
8. 一半 Nhất bán (Một nửa)
9. 無題 Vô đề (Không tựa)
10. 流星 Lưu tinh (Sao chổi) (國語 Tiếng Phổ thông)

- 1996 浮躁 PHÙ TÁO

1. 無常 Vô thường
2. 浮躁 Phù táo (Nỗi xao động)
3. 想像 Tưởng tượng
4. 分裂 Phân liệt (Rạn nứt)
5. 不安 Bất an (Không an tâm)
6. 哪兒 Na nhi (Nơi nào)
7. 墮落 Đọa lạc (Sụp đổ)
8. 掃興 Thất vọng
9. 末日 Mạt nhật (Ngày tăm tối)
10. 野三坡 Dã tam pha (3 con dốc hoang dã)
11. 末日 Mạt nhật (Live)

- 1997 玩具 NGOẠN CỤ (Đồ chơi)
- 1997 自便 TỰ TIỆN (Xin cứ tự nhiên)
- 1998 唱遊 XƯỚNG DU (Đi dã ngoại)
- 1999 只愛陌生人 CHỈ YÊU NGƯỜI ĐỜI
- 2000 寓言 NGỤ NGÔN

1. "寒武紀" (Hánwǔjì)- "The Cambrian Age"
2. "新房客" (Xīn Fángkè) - "New Tenant"
3. "香奈兒" (Xiāngnài'ér) - "Chanel"
4. "阿修羅" (Āxiūluó) – "Asura"
5. "彼岸花" (Bǐ'àn Huā) – "Flower on the Other Shore"
6. "如果你是假的" (Rúguǒ Nǐ Shì Jiǎde) – "If You Were False"
7. "不愛我的我不愛" (Bù Ài Wǒ De Wǒ Bù Ài) – "I Won't Love Anyone Who Doesn't Love Me"
8. "你喜歡不如我喜歡" (Nǐ Xǐhuān Bùrú Wǒ Xǐhuān) – "Your Likes Are Not as Important as Mine"
9. "再見螢火蟲" (Zàijiàn Yínghuǒchóng) – "Farewell Firefly"
10. "笑忘書" (Xiào Wàng Shū) – "Book of Laughter and Forgetting/Book of Exhilaration"
11. "螢火蟲" (Yìhngfóchùhng) – "Firefly" Cantonese version of track 9
12. "給自己的情書" (Kāp Jihgéi Dīk Chìhngsyù) – "Love Letter to Myself" Cantonese version of track 10

- 2001 王菲 VƯƠNG PHI
- 2003 將愛 TƯƠNG ÁI